# Harald de Man

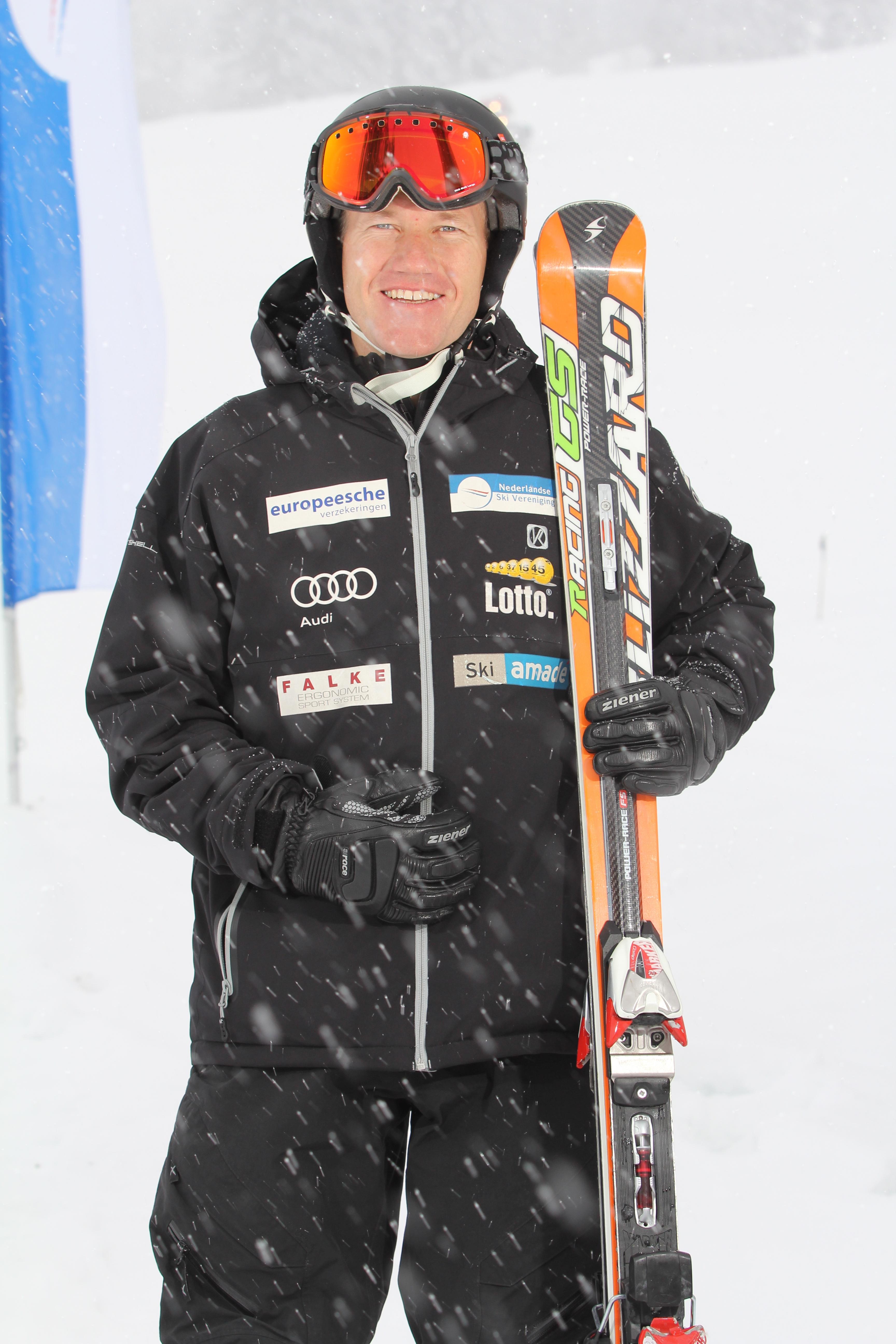
Harald de Man

Harald de Man (Alkmaar, 31 mei 1973) is een Nederlands voormalig alpineskiër.
De Man gold in de jaren 90 als de beste Nederlandse skiër. Hij nam vijf maal deel aan de wereldkampioenschappen alpineskiën met een 17e plaats (1997) en een 23ste op de reuzenslalom (1996) als beste resultaten. Hij was lange tijd de enige Nederlander die punten behaalde in de wereldbekerwedstrijden tot in december 2012 Marvin van Heek dat ook lukte. Tijdens de Olympische Winterspelen 2014 becommentarieerde De Man de skiwedstrijden voor NOS Studio Sport samen met Edwin Peek.

## Resultaten

### Wereldkampioenschappen
| Jaar | Plaats        | Resultaten                                             |
| ---- | ------------- | ------------------------------------------------------ |
| 1996 | Sierra Nevada | 51e Super-G 54e Afdaling DNF1 Slalom 23e Reuzenslalom  |
| 1997 | Sestriere     | 37e Super-G DNS1 Afdaling DNF1 Slalom 17e Reuzenslalom |
| 2001 | Sankt Anton   | DNF1 Slalom                                            |

### Wereldbeker
Eindklasseringen
| Seizoen   | Algm | AD | SL | RS | SG  | SC |
| --------- | ---- | -- | -- | -- | --- | -- |
| 1998/1999 | 139e | -  | -  | -  | 49e | -  |